# Lucille Eichengreen
Lucille Eichengreen, geboren als Cecilie Landau (Hamburg, 1 februari 1925 - Oakland (Californië), 7 februari 2020), was een Duitse Holocaustoverlevende. Eichengreen overleefde het getto van Łódź en de concentratiekampen Auschwitz, Neugammen en Bergen-Belsen. Na de Holocaust verhuisde ze in 1946 naar de Verenigde Staten, trouwde, kreeg twee zonen en werkte als verzekeringsagent. In 1994 publiceerde ze From Ashes to Life: My Memories of the Holocaust. Ze gaf regelmatig lezingen over de Holocaust in bibliotheken, scholen en universiteiten in de Verenigde Staten en Duitsland. Ze nam deel aan een documentaire van de Universiteit van Gießen over het leven in het getto, waarvoor ze een eredoctoraat ontving.

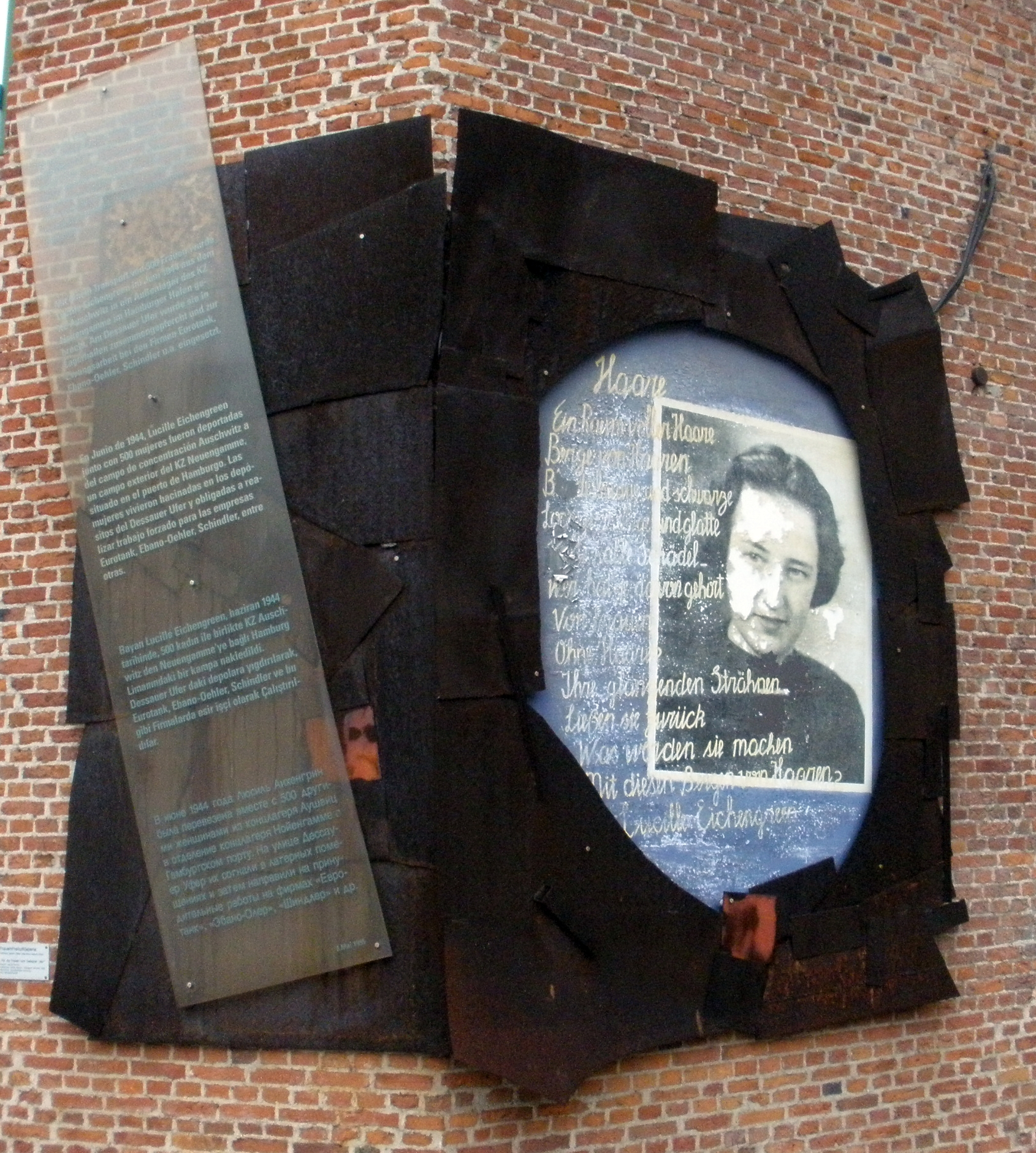
Gedenkplaat met de afbeelding van Lucille Eichengreen (1994)

## Biografie
Lucille Eichenberg werd op 1 februari 1925 in Hamburg geboren als Cecilie Landau. Ze was de oudste van twee dochters van de in Polen geboren wijnhandelaar Benjamin Landau en zijn vrouw Sala (Sara). Ze had een jongere zus Karin (1931-1942). Ze beschreef haar jeugd als "heel fijn, heel comfortabel", totdat Hitler in 1933 aan de macht kwam. Haar vader Benjamin Landau werd op 1 september 1939 door Gestapo gearresteerd, omdat hij als 'buitenlandse vijand' bestempeld werd.  Hij werd eerst naar een politiegevangenis in Fuhlsbüttel gebracht, vervolgens naar het concentratiekamp Oranienburg en uiteindelijk naar het concentratiekamp Dachau, waar hij op 31 december 1940 werd vermoord.

## Deportatie
Op 25 oktober 1941 werd de zestienjarige Lucille met haar moeder en haar jongere zus Karin naar het getto van Łódź (Litzmannstadt) gedeporteerd. In het getto verhongerde haar moeder en stierf op 13 juli 1942. Lucille werd te werk gesteld en overleefde onder onmenselijke omstandigheden. Karin, voor wie ze zorgde, werd in september 1942 op elfjarige leeftijd van haar gescheiden, naar het vernietigingskamp Chełmno gedeporteerd en vermoord.
Lucille werkte als secretaresse voor de journalist en schrijver Oskar Singer. In 1943 werd ze tijdens een verhoor door een SS'er op het linkeroor geslagen, met blijvende doofheid in dat oor tot gevolg. In augustus 1943 werd ze gedeporteerd naar concentratiekamp Auschwitz, waar ze tijdens het selectieproces geschikt werd geacht om te werken. Een paar weken later, toen ze door een ander selectieproces ging, stuurde concentratiekamparts Josef Mengele haar naar het concentratiekamp Neugammen, waar ze gedwongen werd zwaar werk te verrichten, in de bouw te werken en afval te verwijderen van bomschade. In maart 1945 werd ze naar het concentratiekamp Bergen-Belsen gedeporteerd.

## Na de oorlog
Landau was de enige van haar naaste familie die de Holocaust overleefde. Na de bevrijding van het kamp Bergen-Belsen door het Britse leger bracht ze enkele maanden door in het 'ontheemdenkamp' in Bergen-Belsen, waar ze voor de Britten werkte als vertaler. In samenwerking met de Britse strijdkrachten identificeerde ze veertig leden van de SS die in het concentratiekamp Neuengamme hadden gewerkt, wat leidde tot hun arrestatie en berechting voor een rechtbank. Nadat ze met de dood was bedreigd, verhuisde ze naar de Verenigde Staten, waar ze trouwde met Dan Eichengreen, een Joodse emigrant uit Hamburg. Lucille worstelde aan de gevolgen van de traumatische gebeurtenissen uit haar jeugd en had last van regelmatig terugkerende nachtmerries. In 1995 keerde ze voor het eerst sinds 1945 terug naar Polen en Duitsland, inclusief een bezoek aan Hamburg nadat ze een uitnodiging van de Hamburgse senaat had aanvaard. Ze keerde ook terug naar Auschwitz en het voormalige getto van Łódź.
Eichengreen woonde tot haar dood in Oakland. Een van haar twee zoons is de Amerikaanse econoom Barry Eichengreen. Ze stierf op 7 februari 2020, kort na haar 95ste verjaardag.
- Gemeinsame Normdatei: 119104318
- International Standard Name Identifier: 0000 0001 1000 3609
- Library of Congress Control Number: n93019524
- Nationale Bibliotheek van Israël: 987007260723005171
- Système universitaire de documentation: 113714890
- Virtual International Authority File: 97791556
- WorldCat: E39PBJcR8pdfqyPXhTPGKgJMT3